# 심혈관계 질환
심혈관계 질환(心血管系疾患, cardiovascular disease, CVD)은 심장 · 혈관 등 순환계통 질환의 통칭이다. 주요 질병으로 심장병과 혈관 질환이 있다.  하위 분류로는 고혈압, 허혈성 심장 질환, 관상동맥질환, 협심증, 심근경색증, 죽상경화증(동맥경화증), 부정맥, 뇌혈관 질환, 뇌졸중 등이 있다.
관상 동맥 질환, 뇌졸중 및 말초 동맥 질환에는 죽상경화증이 포함된다. 이는 고혈압, 흡연, 당뇨병, 운동 부족, 비만, 고콜레스테롤혈증, 잘못된 식단, 과도한 알코올 섭취, 수면 부족 등으로 인해 발생할 수 있다. 류마티스성 심장병은 연쇄상구균 인두염을 방치할 경우 뒤따를 수 있다.
심혈관계 질환의 최대 90%는 예방할 수 있는 것으로 추정된다. 심혈관계 질환을 예방하려면, 건강한 식습관, 운동, 금연, 알코올 섭취 제한 등을 통해 위험 요소를 개선하는 것이 필요하다. 고혈압, 고지혈증, 당뇨병과 같은 위험 요소를 치료하는 것도 도움이 된다. 연쇄상구균 인두염 환자에게 항생제를 투여하면 류마티스성 심장병의 위험을 줄일 수 있다.
심혈관계 질환은 아프리카를 제외한 전 세계에서의 주요 사망 원인이다. 1990년 1,230만 명(25.8%)에서 2015년 1,790만 명(32.1%)이 심혈관계 질환으로 사망한 것으로 집계되었다. 심혈관계 질환으로 인한 사망은 개발도상국에서 더 흔하다. 1970년대 이후 대부분의 선진국에서는 그 비율이 감소한 반면, 개발도상국의 많은 지역에서는 증가하고 있다.
관상동맥 질환과 뇌졸중은 남성의 심혈관계 질환으로 인한 사망의 80%, 여성의 심혈관계 질환으로 인한 사망의 75%를 차지한다. 대부분의 심혈관계 질환은 고령자에게 영향을 미친다.

## 종류

### 혈관과 관련된 심혈관 질환
- 관상동맥질환(허혈성 심장 질환)
- 말초동맥질환 - 팔과 다리에 혈액을 공급하는 혈관에서의 질환
- 뇌혈관 질환 - 뇌에 혈액을 공급하는 혈관 질환 (뇌졸중 포함)
- 신동맥 협착증
- 대동맥류

### 심장과 관련된 심혈관 질환
- 심근병증 - 심장 근육의 질병
- 고혈압성 심장 질환 - 고혈압 또는 고혈압에 이차적으로 발생하는 심장 질환
- 심부전 - 심장이 조직에 충분한 혈액을 공급하지 못해 조직의 대사 요구 사항을 충족하지 못해 발생하는 임상 증후군
- 폐성심 - 심장 우심실의 비대 또는 부전
- 심장 부정맥 - 심장 리듬의 이상
- 염증성 심장 질환
  - 심내막염 - 심장 내층 내막의 염증. 심장 판막과 관련됨.
  - 염증성 심장 비대
  - 심근염 - 심장의 근육 부분인 심근의 염증으로, 대부분 바이러스 감염에 의해 발생하며 박테리아 감염, 특정 약물, 독소 및 자가 면역 장애에 의해 발생하는 경우는 적다. 부분적으로는 림프구 및 호산구 유형의 백혈구가 심장에 침윤하는 것이 특징.
- 심장판막증
- 선천성 심장 질환 - 출생 시 존재하는 심장 구조 기형
- 류마티스성 심장병 - A군 연쇄상구균 감염인 화농성연쇄상구균으로 인한 류마티스열

## 위험 요인
심혈관계 질환의 위험 요인에는 연령, 성별, 흡연, 신체활동 부족, 비알코올성 지방간질환, 과도한 음주, 건강에 해로운 식습관, 비만, 유전적 소인 및 심혈관 질환 가족력, 혈압 상승(고혈압), 혈당 상승(당뇨병), 혈중 콜레스테롤 상승(고지혈증), 진단되지 않은 셀리악병, 심리 및 사회적 요인 등 여러 가지가 있다. 각 위험 요인의 영향력은 지역사회나 인종에 따라 다르지만, 위험 요인의 전반적인 영향력는 일관적이다. 연령, 성별 또는 가족력/유전적 소인과 같은 일부 위험 요인은 불변이지만, 많은 중요한 심혈관 위험 요소는 생활 습관 변화(금연 등), 사회적 변화, 약물 치료(예: 고혈압, 고지혈증, 당뇨병 예방)로 조정될 수 있다. 비만인 사람은 관상동맥 죽상경화증 위험이 높다.

## 병태생리학
인구 기반 연구에 따르면 심혈관 질환의 주요 전조인 죽상동맥경화증은 어린 시절부터 시작된다. PDAY (Pathobiological Determinants of Atherosclerosis in Youth) 연구에서는 내막 병변이 7-9세 청소년의 대동맥과 오른쪽 관상 동맥의 절반 이상에서 나타난다는 것을 보여준다.
비만과 진성 당뇨병은 심혈관 질환과 관련이 있으며, 만성 신장병과 고콜레스테롤혈증의 병력도 마찬가지이다. 심혈관 질환은 당뇨병 합병증 중 생명을 위협하는 정도가 가장 크며, 당뇨병 환자는 비당뇨병 환자보다 심혈관 관련 원인으로 사망할 가능성이 2~4배 더 높다.

## 예방
조정 가능한 위험 요인들만 피해도 심혈관 질환을 최대 90% 예방할 수 있다. 현재 검증, 시행된 심혈관 질환의 예방 조치는 다음과 같다.
- 지중해식 식단, 채식주의나 비건, 기타 식물성 식단과 같은 건강한 식단 유지[16][17][18][19]
- 포화 지방 이외의 대체 섭취방안: 임상 실험에 따르면, 포화 지방을 불포화 식물성 기름으로 대체했을 때 심혈관계 질환 발생 비율이 30% 감소했다. 관찰연구에서 다중, 단일 불포화 지방의 섭취와 함께 포화 지방 섭취량을 줄이는 것이 심혈관계 질환의 비율 감소와 관련이 있음을 보여주었다.[20]

- 과체중, 비만인 경우 체지방량 줄이기[21] 체중 감소와 식이 변화의 효과는 각각을 구별하기 어렵고 체중 감소 다이어트에 대한 근거는 제한적이다.[22] 중증 비만 환자에 대한 관찰연구에서 비만 수술 후 체중 감소는 심혈관 질환 위험의 46% 감소와 관련이 있다.[23]
- 알코올 섭취량을 일일 권장량 이하로 제한[16] 술을 적당히 마시는 사람은 심혈관 질환의 위험이 25-30% 낮다.[24][25] 하지만, 유전적으로 알코올을 적게 섭취하는 경향이 있는 사람들은 심혈관 질환의 발병률이 더 낮다[26]. 따라서 알코올 자체로서의 예방 근거는 충분하지 않다. 과도한 알코올 섭취는 심혈관 질환의 위험을 증가시키고[25] 알코올 섭취는 다음 날의 심혈관 사건의 위험 증가와 관련이 있다.[27]
- HDL 콜레스테롤 이외의 콜레스테롤 줄이기,[28][29] 스타틴 치료는 심혈관 사망률을 약 31% 감소시킨다.[30]
- 흠연 및 간접흡연 피하기[16]: 흡연을 중단하면 위험이 약 35% 감소한다.[31]
- 일주일에 최소 150분(2시간 30분)가량 운동하기[32][33]
- 혈압이 높으면 낮추기: 혈압이 10mmHg 감소하면 위험이 약 20% 감소한다.[34] 혈압을 낮추는 것은 정상 혈압 범위에서도 효과적인 것으로 보인다.[35][36][37]
- 심리적, 사회적 스트레스 줄이기[38]: 이 조치는 무엇이 심리적, 사회적 개입을 구성하는지에 따라 복잡할 수 있다.[39] 정신적 스트레스로 인한 심근 허약은 심장 질환이 있는 사람들의 심장 문제 위험 증가와 관련이 있다.[40] 심한 정서적, 신체적 스트레스는 일부 사람들에게 타코츠보 증후군(Takotsubo syndrome)으로 알려진 일종의 심장 기능 장애로 이어진다.[41] 그러나 스트레스는 고혈압에서 상대적으로 작은 역할을 한다.[42] 특정 이완 요법들의 이점은 불분명하다.[43][44]
- 수면 부족도 고혈압 위험을 높인다. 성인은 약 7~9시간의 수면이 필요하다. 수면 무호흡증은 호흡을 잠시 멈추게 하여 심장 질환의 위험을 높일 수 있고, 신체에 무리를 줄 수 있기 때문에 주요 위험 중 하나이다.[45][46]

지침에서는 다양한 예방 조치를 함께 사용할 것을 권한다. 심혈관 위험 요인을 줄이기 위한 조치가 혈압, 체질량 지수, 허리 둘레에는 긍정적인 영향을 미칠 수 있다는 근거가 있다. 하지만 이는 제한적이었으며, 심혈관 사건과 사망률에 대한 확고한 결론은 도출할 수 없었다.
또한 사람들에게 심혈관 질환 위험 점수를 제공하면 일반적인 치료에 비해서 위험 요인을 약간 감소시킬 수 있다는 근거가 제시되었으나, 심혈관 사건에 어떤 영향을 미치는지는 불확실하였다. 치주염 환자의 치과 치료가 심혈관 질환의 위험에 영향을 미치는지도 불분명하다.